# Remete Péter
Remete Péter (franciául: Pierre l’Ermite vagy Pierre d’Amiens; Amiens környéke, 1050 körül – Huy, 1115) az első keresztes hadjárat egyik szervezője, prédikátor, a szegények hadjáratának vezetője. Említik Amiens-i, illetve Kis Péterként is. A Remete előnevet az általa viselt remeteköpenyről kapta. Rendkívül csúnya férfi volt, piszkos ruhában, mezítláb járt. Ennek ellenére rendkívüli erővel tudott hatni az emberekre. Szent embernek tekintették.

## A szegények hadjárata
Remete Péter ifjúságáról keveset tudunk. Anna Komnéné szerint még a keresztes háborúk előtt elindult a Szentföldre, de a törökök visszafordulásra kényszeríttették.
II. Orbán pápa 1095-ben a clermont-i zsinaton keresztes háborút hirdetett. A hadjárat vezetésével Le Puy püspökét, Monteil-i Adhémart bízta meg. Remete Péter – bár erre pápai felkérése nem volt – azonnal hozzáfogott a keresztes had toborzásához. Útja Berryből Orléans tartományon, Champagne-on, Lotaringián és a Meuse vidékén át Aachenbe, majd Kölnbe vezetett. Útja során számos olyan tanítvány csatlakozott hozzá, akik később maguk is terjesztették a keresztes hadjárat hírét. Tanítványai közé tartozott pl. Nincstelen Walter, Breis-i Rajnald, Geoffroy Burel, Breteuil-i Valter, majd német földön Orel és Gottschalk. Bárhol járt, a szegények tömegestül csatlakoztak hozzá, sokan családostul, jószágostul. Kisebb számban nemesek is követték Péter hívó szavát.
Kölnből Péter – hívei élén – 1096. április 20-a körül indult útnak a Rajna, majd a Neckar és a Duna mentén. Útjuk során végig fosztogattak a Loire és Maas folyók vidékén, és zsidó közösségek megzsarolásával biztosították maguk számára a megfelelő mennyiségű élelmet, sok zsidót pedig erőszakkal megkereszteltek. Így érkeztek el a Magyar Királyság határához, ahol Könyves Kálmán király beengedte a jövevényeket, hiszen a korábban indult Nincstelen Valter hada néhány kisebb Zimony vidéki fosztogatást leszámítva békésen vonult át az országon. Remete Péter serege is fegyelmezetten vonult egészen a déli határon fekvő Zimonyig. Itt egy banális vita kapcsán, amelynek tisztázatlanok az okai, komoly összecsapásra került sor, melynek során Geoffroy Burel emberei a városra rontottak, amit tudtak elraboltak és 4 000 magyart legyilkoltak, ezenkívül megszállták a zimonyi várat és az őrséget lefejezték. A vérengzés hírére Nikétász, Belgrád bizánci parancsnoka visszavonult Naisszoszba, a város lakói elmenekültek. Jól tették, mert a Száván átkelve a sereg Belgrádot is kifosztotta és felgyújtotta. Naisszoszba érve Péter élelmet kért emberei számára Nikétásztól, aki szerette volna a martalóc sereget minél távolabb tudni a várostól. A helybéliek segítettek összegyűjteni a készleteket. Péterék már útra is keltek, amikor néhány német felgyújtotta a folyó menti malmokat. Az ezt követő csetepaté gyorsan eszkalálódott, míg végül a bizánciak súlyos vereséget mértek a keresztesekre és szétszórták a sereget, melynek mintegy negyede odaveszett. A megmaradottak július 12-én érkeztek Szófiába, ahol összetalálkoztak a kíséretükre küldött csapatokkal. Innentől bizánci kísérettel és őrizettel, gond nélkül jutottak el augusztus 1-jén Konstantinápolyba, ahol a sereg egyesült Nincstelen Valter ott várakozó hadával. I. Alexiosz bizánci császár is fogadta Remete Pétert, pénzzel és tanácsokkal látta el. A barátságos fogadtatás ellenére a császár intézkedett arról, hogy a város külső kerületekben fosztogató jövevényeket – beleértve Nincstelen Valter csapatait és kisebb itáliai egységeket is – már augusztus 6-án szállítsák át a Boszporuszon .

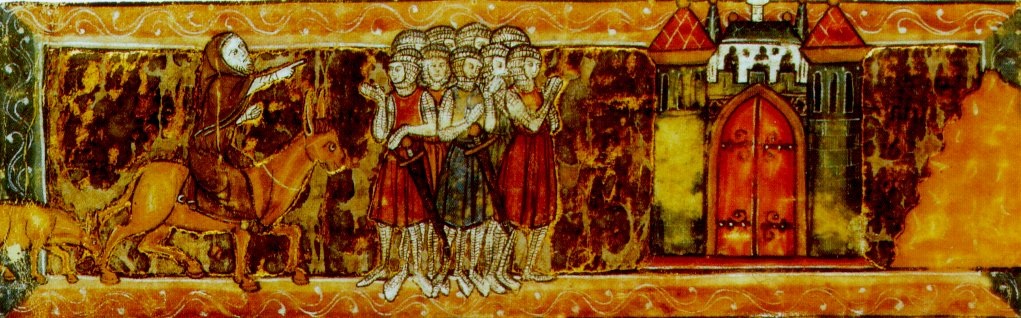
Remete Péter mutatja az utat Jeruzsálem felé a kereszteseknek. Francia miniatúra (1270 körül)

Tervük szerint a sereg az ázsiai partokon kipiheni a hosszú út fáradalmait, és bevárja a – reményük szerint hamarosan megérkező – jól felfegyverzett lovagokból álló keresztes hadat. Pihenés helyett azonban fosztogatással és rablással töltötték az idejüket. A környező keresztény falvak lakóival igen kegyetlenül bántak, és kezdtek be-betörni a közeli török területekre is. Hamarosan viták támadtak a seregen belül. A németek és az itáliaiak különváltak. Pétert már csak a francia csapatok tekintették vezetőjüknek, de tekintélye övéi között is csökkent. Francia portyázók eljutottak egészen Nikaia kapujáig, ahol jelentős hadizsákmányra tettek szert, miután legyőzték az elűzésükre küldött török csapatokat. Ez volt a keresztesek addigi legnagyobb győzelme.
A Péter csapataitól különvált német sereg elfoglalta Xerigordon várát. Amikor azonban a víztartalékkal nem rendelkező várat egy nagy török sereg körülvette, nyolc napig tartó rettenetes szenvedés után a szomjúságtól félholt keresztesek megadták magukat. Aki nem tért át az muzulmán hitre, a törökök legyilkolták. A hitehagyottakat fogságba vetették.
Ezalatt Remete Péter látta, hogy a francia sereg irányítása is kezd kicsúszni a kezéből. Úgy próbálta tekintélyét visszaszerezni, hogy Konstantinápolyba utazott I. Alexiosz császárhoz, hogy komolyabb anyagi segítséget szerezzen. Távollétében a dolgok rossz irányba fordultak. A xerigordoni vereségről ellentmondó hírek keringtek a táborban. Amikor nyilvánvalóvá vált, hogy a németek megsemmisítő vereséget szenvedtek, a mérsékelt vezetőkkel szemben Geoffroy Burel akarata érvényesült; a sereg elindult, hogy megtámadják a törököket. A kereszteseknek nem voltak jó felderítőik, így nem is sejtették, hogy az ellenség egészen közel van hozzájuk. A gyanútlan sereg a tábortól néhány kilométerre belefutott a lesben álló ellenségbe. A csata kimenetele egy percig sem volt kétséges. A mintegy 20 000 fős seregből csak kb. 3 000-en tudtak egy tengerparti várba menekülni, ahonnan később bizánci hajókon visszajutottak Konstantinápolyba.
Péter Konstantinápolyban értesült serege megsemmisüléséről. A szegények hadjárata ezzel szomorú véget ért.

## További szerepe az első keresztes hadjáratban
Seregének megsemmisülése után Péter az újonnan érkező keresztes seregnél maradt. Ez a haderő sokkal jobban szervezett volt, mint az övé. Úgy tűnik, maradt Péternek némi tekintélye, de jelentős szerepet a további eseményekben már nem vitt. Valószínűleg a sereggel tartó sebesültek, betegek, elszegényedett lovagok, illetve az eredeti seregéből megmaradt kevés rongyos vitéz egyfajta vezetőjeként folytatta útját.

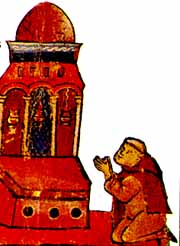
Remete Péter a Szent Sírnál imádkozik. Illusztráció Türoszi Vilmos Historia rerum in partibus transmarinis gestarum című művéből

Antiochia ostrománál találkozunk vele újra, amikor a várost ostromló keresztesek 1097–98 telén nem jutottak elég utánpótláshoz. Az éhező közkatonák kezdtek elszökdösni. Egy nap aztán maga Remete Péter is megszökött. Tankréd Péter és társai nyomába eredt, és erőszakkal visszavitte őket a seregbe. A sokak által még mindig tisztelt Péter számára ez komoly presztízsveszteséget jelentett. Szörnyű nehézségek után a keresztesek 1098. június 2-án bevették Antiókhiát. Közvetlenül ezután azonban Kerboga vezetésével hatalmas török sereg érkezett a város visszavételére. A keresztesek Remete Pétert, valamint egy arabul és perzsául beszélő frank lovagot küldtek Kerbogához követségbe. Péter a veszélyes küldetést bátran, de eredménytelenül teljesítette.
1099-ben Péter ott volt Jeruzsálem ostrománál is. Július 8-án a végső ostromra készülő sereg előtt alkalma nyílt prédikálni az Olajfák hegyén. Szintén Péter tartotta ugyanazon év augusztusában a könyörgő körmenetet és egyéb szertartásokat, mielőtt a keresztes sereg megsemmisítő vereséget mért az egyiptomi Al-Afdal hadára Askalon mellett.
Péter 1101-ben tért vissza Európába. A legenda szerint ő alapította a Neufmoustier apátságot a vallóniai Huyban, a mai Belgium területén. Ebben az apátságban halt meg.